# Tournoi de clôture du championnat du Mexique de football 2006
Navigation
Saison précédente Saison suivante
Le Tournoi Clausura 2006 est le vingtième tournoi saisonnier disputé au Mexique.
C'est cependant la 75e fois que le titre de champion du Mexique est remis en jeu.
Lors de ce tournoi, le Club Toluca a tenté de conserver son titre de champion du Mexique face aux dix-sept meilleurs clubs mexicains.
Chacun des dix-huit clubs participant au championnat était confronté une fois aux dix-sept autres. Puis les meilleurs se sont affrontés lors d'une phase finale à la fin de la saison.
Seulement une place était qualificatives pour la Coupe des champions de la CONCACAF également qualificative pour la Copa Sudamericana et huit pour l'InterLiga (en).

## Les 18 clubs participants
| \| Mexico: Club América CF Atlante CD Cruz Azul Pumas UNAM Guadalajara: CF Atlas Chivas de Guadalajara Club Necaxa Deportivo Veracruz Guadalajara UAG Tecos CF Monterrey Tigres UANL CF Pachuca CA Monarcas Morelia San Luis FC Deportivo Toluca FC Club Santos Laguna Jaguares de Chiapas I Mexico Dorados de Sinaloa \| Localisation des clubs. |
| Mexico: Club América CF Atlante CD Cruz Azul Pumas UNAM Guadalajara: CF Atlas Chivas de Guadalajara Club Necaxa Deportivo Veracruz Guadalajara UAG Tecos CF Monterrey Tigres UANL CF Pachuca CA Monarcas Morelia San Luis FC Deportivo Toluca FC Club Santos Laguna Jaguares de Chiapas I Mexico Dorados de Sinaloa                               |

| Club                  | Stade                        | Capacité | Ville                    |
| Club América          | Stade Azteca                 | 105 064  | Mexico                   |
| CF Atlante            | Stade Azteca                 | 105 064  | Mexico                   |
| CF Atlas              | Stade Jalisco                | 56 713   | Guadalajara              |
| CD Cruz Azul          | Stade Azul                   | 35 161   | Mexico                   |
| Dorados de Sinaloa    | Stade Carlos González (en)   | 23 000   | Culiacán                 |
| UAG Tecos             | Stade Tres de Marzo          | 22 000   | Zapopan                  |
| Chivas de Guadalajara | Stade Jalisco                | 56 713   | Guadalajara              |
| Jaguares de Chiapas   | Stade Víctor Manuel Reyna    | 25 800   | Tuxtla Gutiérrez         |
| CF Monterrey          | Stade Tecnológico            | 33 485   | Monterrey                |
| CA Monarcas Morelia   | Stade Morelos                | 41 056   | Morelia                  |
| Club Necaxa           | Stade Victoria               | 25 000   | Aguascalientes           |
| CF Pachuca            | Stade Hidalgo                | 27 000   | Pachuca                  |
| Pumas UNAM            | Stade Olímpico Universitario | 62 214   | Mexico                   |
| San Luis FC           | Stade Alfonso Lastras        | 25 000   | San Luis Potosí          |
| Santos Laguna         | Stade Corona                 | 18 000   | Torreón                  |
| Tigres UANL           | Stade Universitario          | 42 000   | San Nicolás de los Garza |
| Club Toluca           | Stade Nemesio Díez           | 27 000   | Toluca                   |
| Deportivo Veracruz    | Stade Luis de la Fuente      | 30 000   | Veracruz                 |

## Compétition
Le Tournoi Clausura s'est déroulé de la même façon que les tournois saisonniers précédents :
- La phase de qualification : dix-sept journées de championnat.
- La phase finale : des confrontations aller-retour allant des quarts de finale à la finale.

### Phase de qualification
Lors de la phase de qualification les dix-huit équipes s'affrontent une fois selon un calendrier lié au Tournoi Apertura 2005 (les équipes ayant reçu lors de ce dernier se déplacent et inversement).
Les équipes sont divisées en trois groupes de six, les deux meilleures de chaque groupe sont directement qualifiées pour la phase finale. Les équipes sont divisées en trois groupes de six, les deux meilleures de chaque groupe sont directement qualifiées pour la phase finale, les deux dernières place reviennent aux équipes les mieux classées au classement général.
Le classement est établi sur le barème de points classique (victoire à 3 points, match nul à 1, défaite à 0).
Le départage final se fait selon les critères suivants :
- Le nombre de points.
- La différence de buts générale.
- La différence de buts particulière.
- Le nombre de buts marqué à l'extérieur.
- Le tirage au sort.

#### Classement général
| Rang | Équipe                | Pts | J  | G | N  | P | Bp | Bc | Diff |
| ---- | --------------------- | --- | -- | - | -- | - | -- | -- | ---- |
| 1    | CF Pachuca            | 31  | 17 | 9 | 4  | 4 | 33 | 19 | +14  |
| 2    | Jaguares de Chiapas   | 30  | 17 | 9 | 3  | 5 | 28 | 18 | +10  |
| 3    | CD Cruz Azul          | 30  | 17 | 9 | 3  | 5 | 29 | 20 | +9   |
| 4    | CF Atlante            | 27  | 17 | 8 | 3  | 6 | 19 | 15 | +4   |
| 5    | San Luis FC (P)       | 25  | 17 | 7 | 4  | 6 | 23 | 19 | +4   |
| 6    | Club Toluca (T)       | 24  | 17 | 7 | 3  | 7 | 22 | 19 | +3   |
| 7    | Chivas de Guadalajara | 23  | 17 | 6 | 5  | 6 | 19 | 26 | -7   |
| 8    | Dorados de Sinaloa    | 22  | 17 | 4 | 10 | 3 | 24 | 24 | 0    |
| 9    | CA Monarcas Morelia   | 22  | 17 | 5 | 7  | 5 | 19 | 20 | -1   |
| 10   | Pumas UNAM            | 22  | 17 | 5 | 7  | 5 | 15 | 16 | -1   |
| 11   | UAG Tecos             | 22  | 17 | 6 | 4  | 7 | 18 | 29 | -11  |
| 12   | Tigres UANL           | 21  | 17 | 4 | 9  | 4 | 15 | 15 | 0    |
| 13   | Club América          | 21  | 17 | 6 | 3  | 8 | 20 | 23 | -3   |
| 14   | CF Atlas              | 20  | 17 | 5 | 5  | 7 | 23 | 23 | 0    |
| 15   | Deportivo Veracruz    | 20  | 17 | 5 | 5  | 7 | 16 | 19 | -3   |
| 16   | CF Monterrey          | 18  | 17 | 5 | 3  | 9 | 17 | 21 | -4   |
| 17   | Santos Laguna         | 18  | 17 | 3 | 9  | 5 | 20 | 25 | -5   |
| 18   | Club Necaxa           | 18  | 17 | 5 | 3  | 9 | 19 | 28 | -9   |

| Légende : Qualifications et relégations | Légende : Qualifications et relégations                                                |
| --------------------------------------- | -------------------------------------------------------------------------------------- |
|                                         | Coupe des champions 2007 (Quart de finale) Copa Sudamericana 2006 (Huitième de finale) |
|                                         | (T) : Tenant du titre (P) : Promu de la saison 2004-2005                               |

#### Matchs
| Résultats (▼dom., ►ext.)                                   | Amé | Atlt | Atls | Azu | Dor | Chi | Jag | Mon | Mor | Nec | Pac | Pum | Lui | Lag | Tec | Tig | Tol | Ver |
| Club América                                               |     |      | 2-1  |     |     |     | 1-3 | 1-1 | 3-0 |     | 2-3 | 1-3 |     |     | 2-1 |     | 1-0 |     |
| CF Atlante                                                 | 1-0 |      | 0-1  | 1-2 | 0-0 | 2-0 |     |     |     |     | 1-2 | 1-0 | 1-1 |     |     |     | 0-0 |     |
| CF Atlas                                                   |     |      |      |     |     |     |     | 1-0 | 1-1 | 2-3 |     | 0-0 |     | 3-3 |     | 0-2 | 0-1 | 2-0 |
| CD Cruz Azul                                               | 1-3 |      | 1-1  |     |     |     |     |     |     | 3-1 | 3-2 | 3-1 |     | 4-1 |     | 1-1 | 2-1 | 3-0 |
| Dorados de Sinaloa                                         | 2-0 |      | 3-1  | 2-2 |     | 1-1 |     |     |     |     | 1-3 | 0-0 | 1-0 |     |     | 1-1 | 1-1 |     |
| Chivas de Guadalajara                                      | 1-0 |      | 0-3  | 1-0 |     |     |     |     |     |     | 3-2 | 2-2 | 1-3 | 1-1 |     | 1-0 | 0-2 |     |
| Jaguares de Chiapas                                        |     | 1-0  | 2-2  | 1-0 | 2-4 | 3-1 |     |     |     |     | 3-0 |     | 1-1 |     |     |     | 2-0 |     |
| CF Monterrey                                               |     | 3-0  |      | 0-1 | 2-1 | 1-2 | 0-3 |     | 1-0 |     |     |     | 0-1 |     | 2-3 |     |     |     |
| CA Monarcas Morelia                                        |     | 0-2  |      | 0-1 | 3-3 | 2-0 | 1-1 |     |     |     | 1-1 |     | 1-0 |     | 3-1 |     |     |     |
| Club Necaxa                                                | 1-0 | 1-2  |      |     | 5-1 | 1-2 | 1-0 | 1-4 | 0-0 |     |     |     |     |     | 0-1 |     |     | 0-1 |
| CF Pachuca                                                 |     |      | 3-0  |     |     |     |     | 3-0 |     | 4-1 |     | 1-1 |     | 0-1 |     | 0-0 | 1-0 | 0-0 |
| Pumas UNAM                                                 |     |      |      |     |     |     | 2-1 | 0-0 | 1-0 | 0-0 |     |     |     | 1-0 | 0-1 | 1-1 |     | 2-0 |
| San Luis FC                                                | 2-0 |      | 2-1  | 2-1 |     |     |     |     |     | 3-0 | 2-3 | 3-0 |     | 1-1 |     | 0-0 | 1-3 |     |
| Santos Laguna                                              | 2-2 | 3-4  |      |     | 1-1 |     | 2-1 | 1-1 | 0-0 | 1-1 |     |     |     |     | 1-1 |     |     | 0-2 |
| UAG Tecos                                                  |     | 0-2  | 0-4  | 2-1 | 1-1 | 2-2 | 0-1 |     |     |     | 0-5 |     | 2-1 |     |     |     |     |     |
| Tigres UANL                                                | 1-1 | 0-2  |      |     |     |     | 1-0 | 2-1 | 2-3 | 1-2 |     |     |     | 1-0 | 0-0 |     |     | 1-1 |
| Club Toluca                                                |     |      |      |     |     |     |     | 0-1 | 2-3 | 3-1 |     | 2-1 |     | 1-2 | 3-1 | 1-1 |     | 2-1 |
| Deportivo Veracruz                                         | 0-1 | 1-0  |      |     | 1-1 | 1-1 | 2-3 | 1-0 | 1-1 |     |     |     | 3-0 |     | 1-2 |     |     |     |
| - Victoire à domicile - Match nul - Victoire à l'extérieur |     |      |      |     |     |     |     |     |     |     |     |     |     |     |     |     |     |     |

#### Classements qualificatifs
La qualification pour la "Liguilla" se fait au travers des groupes régionaux. Les deux premiers de chaque groupe sont qualifés directement. Les deux meilleures équipes tous groupes confondus qui ne sont pas déjà qualifiées complètent le tableau.
| Rang | Club                | Pts | J  | Diff |
| 1    | CF Atlante          | 27  | 17 | +4   |
| 2    | San Luis FC (P)     | 25  | 17 | +4   |
| 3    | CA Monarcas Morelia | 22  | 17 | -1   |
| 4    | UAG Tecos           | 22  | 17 | -11  |
| 5    | Club América        | 21  | 17 | -3   |
| 6    | Club Necaxa         | 18  | 17 | -9   |

| Rang | Club               | Pts | J  | Diff |
| 1    | CF Pachuca         | 31  | 17 | +14  |
| 2    | Club Toluca (T)    | 24  | 17 | +3   |
| 3    | Dorados de Sinaloa | 22  | 17 | +0   |
| 4    | Pumas UNAM         | 22  | 17 | -1   |
| 5    | Deportivo Veracruz | 20  | 17 | -3   |
| 6    | Santos Laguna      | 18  | 17 | -5   |

| Rang | Club                  | Pts | J  | Diff |
| 1    | Jaguares de Chiapas   | 30  | 17 | +10  |
| 2    | CD Cruz Azul          | 30  | 17 | +9   |
| 3    | Chivas de Guadalajara | 23  | 17 | -7   |
| 4    | Tigres UANL           | 21  | 17 | +0   |
| 5    | CF Atlas              | 20  | 17 | +0   |
| 6    | CF Monterrey          | 18  | 17 | -4   |

#### Classement cumulé
| Rang | Équipe              | Pts | J  | G  | N  | P  | Bp | Bc | Diff |
| ---- | ------------------- | --- | -- | -- | -- | -- | -- | -- | ---- |
| 1    | CD Cruz Azul        | 60  | 34 | 18 | 6  | 10 | 63 | 40 | +23  |
| 2    | CF Pachuca          | 59  | 34 | 16 | 11 | 7  | 59 | 37 | +22  |
| 3    | Club América        | 59  | 34 | 18 | 5  | 11 | 54 | 45 | +9   |
| 4    | Club Toluca         | 54  | 34 | 16 | 6  | 12 | 49 | 40 | +9   |
| 5    | Jaguares de Chiapas | 53  | 34 | 14 | 11 | 9  | 58 | 45 | +13  |
| 6    | CF Monterrey        | 53  | 34 | 15 | 8  | 11 | 49 | 41 | +8   |
| 7    | Club Necaxa         | 49  | 34 | 14 | 7  | 13 | 54 | 59 | -5   |
| 8    | UAG Tecos           | 46  | 34 | 13 | 7  | 14 | 45 | 57 | -12  |
| 9    | Tigres UANL         | 43  | 34 | 10 | 13 | 11 | 45 | 40 | +5   |
| 10   | CA Monarcas Morelia | 42  | 34 | 11 | 9  | 14 | 46 | 49 | -3   |
| …    |                     |     |    |    |    |    |    |    |      |

| Légende : Qualifications et relégations | Légende : Qualifications et relégations |
| --------------------------------------- | --------------------------------------- |
|                                         | InterLiga 2007 (en)                     |

#### Classement de relégation
Depuis la saison 1991/92, la relégation dans le championnat mexicains se fait selon la règle du pourcentage. Ainsi à la fin de la saison (succession de deux tournois) un classement est établi en divisant le nombre de points acquis par le nombre de matchs joués sur les trois dernières saisons. L'équipe reléguée est bien évidemment la dernière de ce classement.
| Rang | Club                  | Pts Aper 03 | Pts Claus 04 | Pts Aper 04 | Pts Claus 05 | Pts Aper 05 | Pts Claus 06 | Total | Matchs | Moyenne |
| 1    | CF Pachuca            | 36          | 26           | 32          | 20           | 28          | 31           | 173   | 106    | 1.6320  |
| 2    | Club América          | 28          | 32           | 20          | 30           | 38          | 21           | 169   | 106    | 1.5943  |
| 3    | Club Toluca (T)       | 27          | 30           | 32          | 23           | 30          | 24           | 166   | 106    | 1.5660  |
| 4    | Chivas de Guadalajara | 29          | 34           | 29          | 25           | 19          | 23           | 159   | 106    | 1.5000  |
| 5    | CD Cruz Azul          | 27          | 23           | 16          | 31           | 30          | 30           | 157   | 106    | 1.4811  |
| 6    | Jaguares de Chiapas   | 21          | 42           | 18          | 22           | 23          | 30           | 156   | 106    | 1.4716  |
| 7    | Pumas UNAM            | 38          | 41           | 23          | 14           | 16          | 22           | 154   | 106    | 1.4528  |
| 8    | Tigres UANL           | 38          | 23           | 23          | 24           | 22          | 21           | 151   | 106    | 1.4245  |
| 9    | Club Necaxa           | 30          | 21           | 21          | 28           | 31          | 18           | 149   | 106    | 1.4056  |
| 10   | CF Monterrey          | 22          | 18           | 27          | 27           | 35          | 18           | 147   | 106    | 1.3867  |
| 11   | CA Monarcas Morelia   | 25          | 22           | 22          | 35           | 20          | 22           | 146   | 106    | 1.3773  |
| 12   | CF Atlante            | 31          | 27           | 24          | 20           | 15          | 27           | 144   | 106    | 1.3584  |
| 13   | UAG Tecos             | 31          | 18           | 16          | 29           | 24          | 22           | 140   | 106    | 1.3207  |
| 14   | Santos Laguna         | 31          | 21           | 18          | 28           | 20          | 18           | 136   | 106    | 1.2830  |
| 15   | CF Atlas              | 19          | 27           | 31          | 11           | 21          | 20           | 129   | 106    | 1.2169  |
| 16   | Deportivo Veracruz    | 27          | 17           | 35          | 14           | 15          | 20           | 128   | 106    | 1.2075  |
| 17   | San Luis FC (P)       | 11          | 18           | 0           | 0            | 16          | 25           | 41    | 34     | 1.2058  |
| 18   | Dorados de Sinaloa    | 0           | 0            | 16          | 26           | 18          | 22           | 82    | 68     | 1.2058  |

### La "Liguilla"
Les huit équipes qualifiées sont réparties dans le tableau final d'après leur classement général, le premier affrontant le huitième et ainsi de suite, la même opération est effectuée une fois que l'on connait les quatre demi-finalistes pour le tirage de ce deuxième tour. L'équipe la moins bien classée accueille lors du match aller et la meilleure lors du match retour.
En cas d'égalité lors des deux premiers tours, c'est l'équipe la mieux classée qui se qualifie. Par contre lors de la finale, si les deux équipes sont à égalité sur la somme des deux matchs des prolongations puis une séance de tirs au but ont lieu.

#### Tableau
|  |                       |               |                       |               |               |     |   |            |            |            |            |            |     |   |        |        |        |        |        |  |  |
|  | 1/4 de finale         | 1/4 de finale | 1/4 de finale         | 1/4 de finale | 1/4 de finale |     |   | 1/2 finale | 1/2 finale | 1/2 finale | 1/2 finale | 1/2 finale |     |   | Finale | Finale | Finale | Finale | Finale |  |  |
|  |                       |               |                       |               |               |     |   |            |            |            |            |            |     |   |        |        |        |        |        |  |  |
|  |                       |               |                       |               |               |     |   |            |            |            |            |            |     |   |        |        |        |        |        |  |  |
|  | CF Pachuca            | (1)           | 1                     | 3             |               |     |   |            |            |            |            |            |     |   |        |        |        |        |        |  |  |
|  | CF Pachuca            | (1)           | 1                     | 3             |               |     |   |            |            |            |            |            |     |   |        |        |        |        |        |  |  |
|  | CA Monarcas Morelia   | (9)           | 2                     | 1             |               |     |   |            |            |            |            |            |     |   |        |        |        |        |        |  |  |
|  | CA Monarcas Morelia   | (9)           | 2                     | 1             | CF Pachuca    | (1) | 2 | 2          |            |            |            |            |     |   |        |        |        |        |        |  |  |
|  |                       |               |                       |               |               | (1) | 2 | 2          |            |            |            |            |     |   |        |        |        |        |        |  |  |
|  |                       |               | Chivas de Guadalajara | (7)           | 1             | 3   |   |            |            |            |            |            |     |   |        |        |        |        |        |  |  |
|  | Jaguares de Chiapas   | (2)           | Chivas de Guadalajara | (7)           | 1             | 3   | 3 | 2          |            |            |            |            |     |   |        |        |        |        |        |  |  |
|  | Jaguares de Chiapas   | (2)           |                       |               |               |     |   |            |            |            |            |            |     |   |        |        |        |        |        |  |  |
|  | Chivas de Guadalajara | (7)           | 2                     | 4             |               |     |   |            |            |            |            |            |     |   |        |        |        |        |        |  |  |
|  | Chivas de Guadalajara | (7)           | 2                     | 4             |               |     |   |            |            |            |            | CF Pachuca | (1) | 0 | 1      |        |        |        |        |  |  |
|  |                       |               |                       |               |               |     |   |            |            |            |            | CF Pachuca | (1) | 0 | 1      |        |        |        |        |  |  |
|  |                       | San Luis FC   | (5)                   | 0             | 0             |     |   |            |            |            |            |            |     |   |        |        |        |        |        |  |  |
|  | CF Atlante            | San Luis FC   | (5)                   | 0             | 0             | (4) | 0 | 0          |            |            |            |            |     |   |        |        |        |        |        |  |  |
|  | CF Atlante            |               |                       |               |               |     | 0 | 0          |            |            |            |            |     |   |        |        |        |        |        |  |  |
|  | San Luis FC           | (5)           | 1                     | 0             |               |     |   |            |            |            |            |            |     |   |        |        |        |        |        |  |  |
|  | San Luis FC           | (5)           | 1                     | 0             | San Luis FC   | (5) | 2 | 2          |            |            |            |            |     |   |        |        |        |        |        |  |  |
|  |                       |               |                       |               |               | (5) | 2 | 2          |            |            |            |            |     |   |        |        |        |        |        |  |  |
|  |                       |               | Club Toluca           | (6)           | 1             | 1   |   |            |            |            |            |            |     |   |        |        |        |        |        |  |  |
|  | CD Cruz Azul          | (3)           | Club Toluca           | (6)           | 1             | 1   | 1 | 1          |            |            |            |            |     |   |        |        |        |        |        |  |  |
|  | CD Cruz Azul          | (3)           |                       |               |               |     | 1 | 1          |            |            |            |            |     |   |        |        |        |        |        |  |  |
|  | Club Toluca           | (6)           | 2                     | 1             |               |     |   |            |            |            |            |            |     |   |        |        |        |        |        |  |  |
|  | Club Toluca           | (6)           | 2                     | 1             |               |     |   |            |            |            |            |            |     |   |        |        |        |        |        |  |  |

#### Quarts de finale
| Club                | Aller | Retour | Club                  | Commentaire |
| CD Cruz Azul        | 1-2   | 1-1    | Club Toluca           |             |
| CF Atlante          | 0-1   | 0-0    | San Luis FC           |             |
| CF Pachuca          | 1-2   | 3-1    | CA Monarcas Morelia   |             |
| Jaguares de Chiapas | 3-2   | 2-4    | Chivas de Guadalajara |             |

#### Demi-finales
| Club        | Aller | Retour | Club                  | Commentaire |
| San Luis FC | 2-1   | 2-1    | Club Toluca           |             |
| CF Pachuca  | 2-1   | 2-3    | Chivas de Guadalajara |             |

#### Finale
| Match aller | San Luis FC | 0:0   | CF Pachuca | Stade Alfonso Lastras |  |
| 18 mai      |             | (0:0) |            |                       |  |

| Match retour | CF Pachuca        | 1:0   | San Luis FC | Stade Hidalgo |  |
| 21 mai       | Richard Nuñez 79e | (0:0) |             |               |  |

## Bilan du tournoi
| Tableau d'Honneur     |             |
| Compétition           | Vainqueur   |
| Tournoi Clausura 2006 | CF Pachuca  |
| Campeón de Campeones  | Club Toluca |

| Qualifications continentales 2006-2007 | |
| Coupe des champions de la CONCACAF     | Qualifiés |
| Quart de finale                        | CF Pachuca |
| Copa Sudamericana                      | Qualifiés |
| Huitième de finale                     | CF Pachuca |
| InterLiga (en)                         | Qualifiés |
| Phase de groupe (en)                   | CD Cruz Azul Club América Jaguares de Chiapas CF Monterrey Club Necaxa UAG Tecos Tigres UANL CA Monarcas Morelia |

| Promotions et relégations  |                    |
| Relégué en Liga de Ascenso | Dorados de Sinaloa |
| Promu de Liga de Ascenso   | Querétaro FC       |

## Statistiques

### Buteurs
| Rang | Nom                | Équipe                | Buts |
| 1    | Sebastián Abreu    | Dorados de Sinaloa    | 11   |
| 1    | Salvador Cabañas   | Jaguares de Chiapas   | 11   |
| 3    | Ariel González     | San Luis FC           | 10   |
| 3    | Emmanuel Villa     | CF Atlas              | 10   |
| 5    | Patricio Galaz     | CF Atlante            | 9    |
| 5    | César Delgado      | CD Cruz Azul          | 9    |
| 7    | Gustavo Biscayzacú | Deportivo Veracruz    | 8    |
| 7    | Adolfo Bautista    | Chivas de Guadalajara | 8    |
| 8    | Daniel Ludueña     | UAG Tecos             | 7    |
| 8    | Carlos Ochoa       | Jaguares de Chiapas   | 7    |